# Tribunale in composizione monocratica (ordinamento civile italiano)
Il tribunale in composizione monocratica nel processo civile italiano, indica il tribunale ordinario che agisce come organo monocratico e si sostanzia nella presenza di un solo magistrato nell'esercizio della funzione decisoria. 

## Caratteristiche generali
Al giudice unico sono affidati i medesimi poteri attribuiti al tribunale in composizione collegiale. A tal proposito va sottolineato come la funzione decisoria dell'organo giudicante in relazione alla composizione non ha alcuna afferenza con i criteri di competenza del tribunale. Infatti la competenza permette di individuare le cause attribuite al tribunale sulla scorta di determinati criteri individuati dalla legge, quali la territorialità, il valore e la materia. Invece, la composizione dell'organo decisorio è individuata solo successivamente all'attribuzione della causa al tribunale competente.

### Composizione
La composizione è disciplinata dalla Sezione VI bis del Capo I del Titolo I del Libro I del codice di procedura civile italiano, in tutti i casi in cui la legge non prevede espressamente la composizione collegiale. Nel caso in cui la decisione riservata dalla legge all'organo collegiale sia invece presa dal giudice unico, la pronuncia sarà affetta da nullità. La sentenza nulla per tale vizio è convertita in motivo di gravame e può essere fatta valere solo mediante impugnazione.

### Competenza
La composizione monocratica si individua solo residualmente allorché non sia competente l'organo collegiale.
Il tribunale giudica in composizione collegiale solo nelle seguenti ipotesi tassative:
1. nelle cause nelle quali è obbligatorio l'intervento del pubblico ministero, salvo che sia altrimenti disposto;
2. nelle cause di opposizione, impugnazione, revocazione e in quelle conseguenti a dichiarazioni tardive di crediti di cui al Regio decreto 16 marzo 1942, n. 267 e alle altre leggi speciali disciplinanti la liquidazione coatta amministrativa;
3. nelle cause devolute alle sezioni specializzate;
4. nelle cause di omologazione del concordato fallimentare e del concordato preventivo;
5. nelle cause di impugnazione delle deliberazioni dell'assemblea e del consiglio di amministrazione, nonché nelle cause di responsabilità da chiunque promosse contro gli organi amministrativi e di controllo, i direttori generali, i dirigenti preposti alla redazione dei documenti contabili societari e i liquidatori delle società, delle mutue assicuratrici e società cooperative, delle associazioni in partecipazione e dei consorzi;
6. nelle cause di impugnazione dei testamenti e di riduzione per lesione di legittima;
7. nelle cause di cui alla legge 13 aprile 1988, n. 117.
8. nelle cause di cui all'articolo 140-bis del codice del consumo;
9. nei procedimenti in camera di consiglio disciplinati dagli articoli 737 e seguenti, salvo che sia altrimenti disposto.

### Remissione per incompetenza
Per evitare che si verifichi la nullità, qualora il giudice monocratico rilevi che la causa è riservata alla decisione del collegio, il giudice rimetterà la causa al collegio con ordinanza. Il collegio se ritiene corretta la determinazione del giudice monocratico assume la decisione della causa, altrimenti, disattendendo l'orientamento del giudice monocratico rimetterà allo stesso la decisione con ordinanza non impugnabile.
Se, invece è il collegio a rilevare che la causa avanti ad esso pendente è riservata alla decisione del tribunale in composizione monocratica, rinvierà a quest'ultimo la decisione con ordinanza non impugnabile.

## Il procedimento
Il procedimento avanti il Tribunale in composizione monocratica è disciplinato dal Capo III bis del Titolo I del Libro II del codice (come modificato  dal decreto legislativo 19 febbraio 1998, n. 51). Esso disciplina sia la fase di trattazione che quella decisionale.
La disciplina del giudice monocratico rinvia integralmente, attraverso il richiamo effettuato dall'articolo 281 bis cod. proc. civ. it.,  alle norme processualcivilistiche relative al procedimento avanti al Tribunale qualsiasi sia la sua composizione, allorché non derogate dalle specifiche norme dettate nel Capo III bis dedicate appunto al giudice unico.

### L'istruttoria
Il giudice unico ha particolari poteri istruttori, infatti, anche d'ufficio disporre la prova testimoniale allorché le parti, nell'esposizione dei fatti, si siano riferite a persone che appaiano in grado di conoscere la verità sui fatti di causa.
Se il giudice ritiene di dover ammettere la prova testimoniale, formula i capitoli di prova e assegna alle parti, mediante ordinanza, un termine affinché queste possano dedurre mezzi istruttori che si rendono necessari in relazione alle deduzioni del giudice, e un successivo termine per depositare delle memorie di replica.
Al termine di questa attività processuale il giudice provvederà all'ammissione dei mezzi istruttori ritenuti ammissibili e rilevanti ai fine della decisione della causa.

### La trattazione
L'articolo 281 quater del codice di procedura civile italiano prevede che il potere decisorio sulla causa spetti al giudice istruttore o al giudice dell'esecuzione. L'iter che porterà alla pronuncia può seguire due differenti strade:quella della "trattazione scritta", o quella della "trattazione mista". La scelta tra i differenti tipi di trattazione è sostanzialmente rimessa al giudice che opterà per l'una o per l'altra via in seguito ad una opportuna valutazione sulla natura e sulla complessità della causa.
Nonostante la precisazione delle conclusioni effettuata delle parti e la riserva in decisione, il giudice non è vincolato all'emissione della sentenza. Anzi, quando rilevi che la causa non è ancora matura per la decisione, potrà rimettere la causa in istruttoria.

### La sentenza
In caso di trattazione scritta, fatte precisare le conclusioni, disponga lo scambio delle comparse conclusionali e delle memorie di replica, la sentenza dovrà essere depositata in cancelleria entro trenta giorni dalla scadenza del termine per il deposito delle memorie di replica. La trattazione diverrà mista qualora una delle parti lo richieda al giudice. In tale ipotesi il giudice dispone lo scambio delle sole comparse conclusionali e fissa l'udienza di discussione orale non oltre trenta giorni dalla scadenza del termine per il deposito. La sentenza dovrà essere depositata entro i trenta giorni successivi all'udienza di discussione. 
Qualora il giudice non opti per la trattazione scritta o mista il giudice, fatte precisare le conclusioni, può ordinare la discussione orale della causa nella stessa udienza o, se una delle parti lo richiede, in un'udienza successiva. La pronuncia della sentenza avverrà al termine della discussione, mediante la lettura del dispositivo e della concisa esposizione delle ragioni di fatto e di diritto della decisione.
La sentenza in particolare deve esse pronunciata dallo stesso magistrato avanti il quale le parti hanno precisato le conclusioni, e si intende pubblicata con la sottoscrizione da parte del giudice del verbale che la contiene ed è immediatamente depositata in cancelleria.